# Здание обкома и облисполкома (Волгоград)
Здание обкома и облисполкома — административное здание в Волгограде. Расположено по адресу: проспект Ленина, дом 9.
Памятник архитектуры регионального значения. Целостное в наше время здание состоит из двух дореволюционных построек, расположенных на этом месте с XIX века и соединённых в одно целое уже в послевоенное время.